# Derek Trucks
Derek Trucks (* 8. června 1979, Jacksonville, Florida, USA) je americký rockový kytarista a skladatel, který vystupoval se skupinami The Allman Brothers Band, The Derek Trucks Band nebo Tedeschi Trucks Band a spolupracoval s mnoha dalšími hudebníky. Je držitelem ceny Grammy.

## Život
Narodil se v Jacksonville a na kytaru začal hrát ve svých pěti letech. Své první veřejné vystoupení, za které dostal zaplaceno, odehrál ve věku jedenácti let. Ve svých dvanácti letech poprvé hrál s bluesovým kytaristou a zpěvákem Buddym Guyem. V roce 1996 založil skupinu The Derek Trucks Band, se kterou do roku 2010 vydal šest studiových alb. V roce 1989 se stal členem skupiny The Allman Brothers Band, ve které již od roku 1969 působil jeho strýc, bubeník Butch Trucks. Roku 2003 se skupinou nahrál její čtrnácté a zároveň poslední studiové album Hittin' the Note; skupina ukončila svou činnost v roce 2014.
V roce 2010, když přestala vystupovat skupina The Derek Trucks Band, založil se svou manželkou Susan Tedeschi kapelu Tedeschi Trucks Band, která v letech 2011 a 2013 vydala dvě studiová alba. V roce 2005 hrál na nahrávce The Road to Escondido, společném albu hudebníků JJ Calea a Erica Claptona. Dále se podílel na nahrávkách mnoha dalších umělců, mezi něž patří například bluesový zpěvák Junior Wells, banjista Béla Fleck, jazzový klávesista Herbie Hancock, saxofonista David Sanborn nebo skupina Gov't Mule. Se svou manželkou má dvě děti, syna Charlieho a dceru Sophii.

## Diskographie

### The Derek Trucks Band
Alba
- The Derek Trucks Band (1997)
- Out Of The Madness (1998)
- Joyful Noise (2002)
- Soul Serenade (2003)
- Live at Georgia Theater (2004)
- Songlines (2006)
- Already Free (2009)
- Roadsongs (2010)

DVD
- Songlines Live (2006)
- Crossroads Guitar Festival 2007 (2010)

### The Tedeschi Trucks Band
- Revelator (2011)
- Everybody's Talkin' (2012)
- Made Up Mind (2013)
- Let Me Get By (2016)